# Mount Binaiya
Gunung Binaiya nebo Mount Binaiya je nadmořskou výškou 3027 metrů nejvyšší hora indonéského ostrova Seram v provincii Moluky.
Je nejvyšší horou Moluk a také jedna ze 100 nejprominentnějších hor na světě. Hora je obklopena národním parkem Manusela o rozloze 1890 km² a hustým deštným pralesem .